# Pockels-Zelle
Die Pockels-Zelle (nach Friedrich Pockels) beruht auf dem Pockels-Effekt und wird meist in elektrooptischen Schaltern für Laserstrahlen angewendet. Neben dem schnellen Schalten (innerhalb von Nanosekunden) kann Licht und Laserstrahlung auf diese Weise auch kontinuierlich in Phase, Polarisation und Intensität moduliert werden.

## Funktionsprinzip
Das Innere der Zelle besteht aus einem doppelbrechenden Kristall, in dem mittels Elektroden ein elektrisches Feld erzeugt werden kann.
Der  elektro-optische Pockels-Effekt ist die Erzeugung bzw. Änderung von Doppelbrechung in einem optischen Medium durch ein elektrisches Feld. Es unterscheidet sich vom Kerr-Effekt durch die Tatsache, dass die Änderung der Doppelbrechung zum elektrischen Feld linear proportional ist, während sie beim Kerr-Effekt quadratisch ist. Der Pockels-Effekt tritt nur in Kristallen auf, die keine Inversionssymmetrie besitzen, wie Lithiumniobat, ADP, KDP, RTP, BBO oder Galliumarsenid.
Pockels-Zellen sind somit spannungsgesteuerte Polarisations- oder Phasenmodulatoren. Das elektrische Feld kann entweder zum Lichtstrahl transversal oder longitudinal sein:
- Transversale Pockelszellen: Die optische Achse des Kristalls kann longitudinal liegen. Falls sie transversal liegt, besteht sie aus zwei Kristallen mit entgegengesetzter Orientierung, um die Phasenverschiebung aufgrund der natürlichen Doppelbrechung zu kompensieren. Diese ist häufig nicht vollkommen und auch temperaturabhängig.
- Longitudinale Pockelszellen: Sie benötigen transparente Elektroden, häufig als Blenden ausgeführt. Die Spannung kann verringert werden, wenn eine Kette geschaltet wird: Elektrode-Kristall-Elektrode-Kristall-Elektrode usw.

Pockels-Zellen können aufgrund der Polarisation des Laserstrahles verwendet werden:
- Pockels-Zellen können benutzt werden, um einen Laserstrahl in seiner Phase zu modulieren. Wenn ein sinusförmiges elektrisches Feld an die Pockels-Zelle angelegt wird, wird der Laserstrahl entsprechend den Schwankungen des E-Feldes phasenmoduliert.
- Vor und hinter dem Kristall wird jeweils ein Polarisationsfilter angeordnet, deren Polarisationsebenen zueinander um 90 Grad gedreht sind. Durch Verändern der angelegten Hochspannung dreht der Kristall die Polarisationsebene des durchgehenden Lichts, wobei die Intensität zwischen 0 und 100 Prozent verändert werden kann. Damit lässt sich die Anordnung als schneller Schalter für Licht verwenden.

Aufgrund der hohen Dielektrizitätskonstante des Kristalles und der großflächigen Elektroden verhält sich eine Pockelszelle wie ein Kondensator. Die hohe Betriebsspannung bedingt somit auch eine große Ladungsmenge. Wenn ein optischer Schalter auf Basis einer Pockels-Zelle schnell schalten soll, ist daher ein sehr großer Strom zur Ladung bzw. Umladung der elektrischen Kapazität erforderlich.
Faseroptische Pockelszellen können eine fortlaufende elektrische Welle in einer kabelähnlichen Anordnung verwenden – so können die Anforderungen an die Ansteuerung verringert werden.

## Anwendung
Pockels-Zellen haben eine Vielzahl wissenschaftlicher und technischer Anwendungen, z. B. als Impulspicker und Cavitydumper.
Besonders bekannt ist der Einsatz als Güteschalter im Inneren von Laserresonatoren.
Dabei werden polarisationsselektive Elemente wie Polarisationsprismen oder Dünnschichtpolarisatoren verwendet, die die stimulierte Emission verhindern, indem sie bei abgeschaltetem Güteschalter für im Resonator umlaufendes Licht große Verluste erzeugen. Während der Zeit großer Verluste wird das aktive Medium in einen hoch angeregten Zustand gepumpt (hohe Besetzungs-Inversionsdichte). Wenn das aktive Medium durch Pump-Energie gesättigt ist, wird die Pockels-Zelle durch eine Spannung aktiviert und die Polarisation ändert sich in eine solche, die erlaubt ist – das Licht kann die reflektierenden Spiegel erreichen und die stimulierte Emission (Lasen) setzt ein. Das verursacht einen Laser-Impuls mit sehr kurzer Anstiegszeit und sehr hoher Intensität.